# The Fevers
The Fevers est un groupe brésilien de rock, associé au mouvement de Jovem Guarda, originaire de Rio de Janeiro. Il connait un grand succès dans la seconde moitié des années 1960 et au début des années 1970, devenant célèbre dans les années 1980 avec les ouvertures de telenovelas (Elas por Elas et Guerra dos Sexos sur Rede Globo).
En plus de cinq décennies, le groupe compte plus de 50 albums, dont des vinyles, des cassettes, des CD et des DVD, pour un total de plus de 13 millions d'exemplaires vendus,,,,.

## Histoire
Formé en 1964, le groupe s'appelle à l'origine Conjunto Young, rebaptisé plus tard The Fenders, et ses membres d'origine sont Almir Bezerra (chant et guitare), Liebert (basse), Lécio do Nascimento (batterie), Pedrinho (guitare), Cleudir (claviers). En 1965, lorsqu'ils apprennent que The Fenders est une marque de guitare, ils doivent choisir un autre nom, et sous l'influence de la chanson Fever d'Elvis Presley, ils décident d'opter pour The Fevers. Dans la première moitié de 1965, le saxophoniste Miguel Plopschi les rejoint et en 1969, le crooner Luiz Claudio vient chanter les chansons en anglais. 
Des festivals populaires aux événements d'entreprise en passant par les réceptions des couches les plus élitistes de la société brésilienne, leurs chansons marquent les époques, ce qui prouve que The Fevers s'est imposé dans le cœur de ses fans et dans la musique populaire brésilienne. Ce fait est indépendant de la classe sociale et met en évidence le côté culte du groupe, confirmant les résultats d'un sondage de l'émission Fantástico de TV Globo : The Fevers est le « groupe le plus populaire du pays ». Le groupe interprète tous les plus grands succès de sa carrière avec Liebert, Luiz Claudio, Rama, Otávio Monteiro et Claudio Mendes.
En 2015, le groupe présente le concert The Fevers - 50 anos - A Banda mais Popular do Brasil, avec un répertoire non seulement de tubes, mais aussi d'autres morceaux importants de la carrière du groupe. En 2023, le groupe part en tournée avec la tournée Do Vinyl ao Digital, qui passe par toutes les phases musicales et technologiques que le groupe a connues.

## Discographie
- 1965 : The Fevers (réédité entre 1970 et 1978, puis en 1981)
- 1966 : A Juventude Manda vol. I
- 1967 : A Juventude Manda vol. II
- 1968 : The Fevers vol. III
- 1969 : O Máximo em Festa
- 1969 : Os Reis do Baile
- 1971 : A explosão musical dos FeversPara Todos
- 1975 : Nadie Vive Sin Amor (Disco Promocional)
- 1978 : The Fevers (Disco Promocional Espanhol)
- 1979 : The Fevers Disco Club
- 1980 : The Fevers Disco Club (Espanhol)
- 1980 : Fevers 80
- 1981 : The Fevers
- 1982 : Fevers 82
- 1983 : Fevers (réédité entre 1985 et 1991)
- 1983 : A Maior Festa do Mundo
- 1984 : Fevers 84
- 1992 : Fevers - Agora é Pra Valer
- 1995 : Fevers - A Gente era Feliz e Não Sabia
- 1996 : Fevers - Só Quero ser Feliz
- 1998 : Fevers 98 - Vem Dançar
- 1999 : Fevers Ao Vivo
- 2004 : The Fevers
- 2005 : The Fevers - Um história de sucessos
- 2006 : The Fevers Ao Vivo - CD e DVD
- 2011 : The Fevers - Vem dançar